# Paracynohyaenodon
Paracynohyaenodon — вимерлий рід гієнодонтових ссавців родини Hyaenodontidae. Скам'янілості знайдено у Франції. Описано 2 види: Paracynohyaenodon magnus, Paracynohyaenodon schlosseri.